# 安丁 (密西西比州)
安丁（英語：Anding）是位於美國密西西比州亞祖縣的非建制地區。

## 歷史
安丁的郵局於1884年設立，其後於1953年停運。

## 地理
安丁所處的海拔為高於海平面86米（即282英呎），而該地所採用的時區為UTC-6，即北美中部時區（CST）。同時該地設有夏令時間，為UTC-6調快一小時，即UTC-5（CDT）。